# 第27軍 (德國國防軍)
第27軍（德語：XXVII. Armeekorps）是德國國防軍的一個步兵軍。它在第二次世界大戰期間參加了幾次著名的行動。
該軍團最初於1939年8月在第7軍區成立，建成時包含第16、69、211和216步兵師。第27軍後參與了對比利時和法國的入侵。1941年-44年，它參與了東線的數場戰鬥。1945年，第27軍參與了東普魯士和波美拉尼亞的保衛戰，並在但澤被摧毀。殘部通過海路撤離，最終於路德维希斯卢斯特向美軍投降。